# 네오케인스학파
신케인스학파(neo-Keynesian economics)는 케인즈 경제학의 정태분석을 동태분석으로 발전시킨 경제 이론이다.

## 같이 보기
- 케인스 경제학
- 포스트 케인스학파
- 새케인스학파(new-Keynesianism)
- 신고전파 경제학